# 古関潤一
古関 潤一（こせき じゅんいち、1962年4月22日 - ） は、日本の土質力学者。前東京大学大学院工学系研究科社会基盤学専攻教授。

## 略歴
1985年3月、東京大学工学部土木工学科卒業。1987年3月、東京大学大学院工学系研究科土木工学専攻修士課程修了。
1987年4月、建設省土木研究所動土質研究室の研究員となる。
1991年8月、科学技術庁パートギャランティ在外研究員としてアメリカ合衆国マサチューセッツ工科大学に1992年8月まで滞在。
1994年4月、建設省土木研究所動土質研究室の主任研究員就任。同年11月、東京大学生産技術研究所助教授。1998年に、土質力学において非常に重要な式である、修正物部岡部式を自身の論文で提唱。
2004年4月、東京大学生産技術研究所教授に就任。2014年9月、東京大学大学院工学系研究科社会基盤学専攻教授就任。
2023年3月、大学を定年退官。